# ديفيد جون روش
ديفيد جون روش (بالإنجليزية: David John Roche)‏ هو ضابط أمريكي، ولد في 2 ديسمبر 1918 في هيبينغ في الولايات المتحدة، وتوفي في 4 يونيو 1942 في جزر الميدواي في الولايات المتحدة.